# José de Mazarredo
José Domingo de Mazarredo-Salazar de Muñatones y Gortázar (Bilbao, 8 de marzo de 1745-Madrid, 29 de julio de 1812) fue un marino y militar español, teniente general de la Real Armada.
José Ignacio González-Aller lo considera el mejor marino español de su época, y con él al mando de la Escuadra cree que se hubieran podido evitar las derrotas de San Vicente y Trafalgar.

## Biografía
Nació en Bilbao el 8 de marzo de 1745, hijo de Antonio José Vitoriano de Mazarredo-Salazar de Muñatones Morgan y Rucabado y de María Josefa de Gortázar y Arandía.
En 1759, a los catorce años, sentó plaza de guardiamarina en el departamento de Cádiz. En este empleo embarcó en el chambequín Andaluz, al mando del capitán de fragata Francisco de Vera. En este buque ya se distinguió en la mar, como antes lo había hecho en los estudios, pues en la noche del día 13 de abril del año de 1761, impidió que el buque se estrellase contra las Salinas de la Mata. «Por sus acertadas disposiciones y por su firmeza en sostenerlas contra el dictamen de hombres prácticos en la mar, y por su osadía en embarcarse de noche en medio de un fuerte temporal en un pequeño bote, a recoger la lancha perdida y ver de salvar el buque, logró al menos sacar a salvo toda la tripulación de trescientos hombres», dice Fernández de Navarrete.
A los doce años de servicios, por el buen concepto en que le tenían sus superiores, fue nombrado ayudante de la mayoría del departamento de Cartagena.
En el año 1772 pasó a la fragata Venus, con la que fue a Filipinas al mando de Juan de Lángara (1772). Trasladado a la Santa Rosalía, participó en una campaña hidrográfica en Trinidad y Atlántico Sur (1774).
Asistió a la expedición contra Argel de 1775 y después se encargó de la compañía de guardiamarinas de Cartagena. Fueron obra suya los planes de navegación, fondeo y desembarco de los veinte mil hombres del ejército, a las órdenes del general O’Reilly.
Por los servicios distinguidos en esta campaña, el rey Carlos confirió a Mazarredo el cargo de alférez de la compañía de guardiamarinas de Cádiz, y en sus sucesivos empleos, de capitán de fragata y de capitán de navío, la comandancia de la nueva compañía creada en el departamento de Cartagena. En este puesto no sólo atendió a la dirección de la Escuela de Guardiamarinas, sino que tomó parte activa en la enseñanza de la náutica y la maniobra, escribiendo algunos trabajos orientados al objeto, como la "Colección de Tablas para los usos más necesarios de la navegación".
Nombrado comandante del navío San Juan Bautista (1778), realizó levantamientos hidrográficos en la península ibérica, contribuyendo enormemente a la creación del "Atlas Marítimo".
En 1779, siendo mayor general (grado equivalente al de hoy de jefe de Estado Mayor) de la escuadra del general Gastón, puso en práctica los "Rudimentos de Táctica Naval" que había escrito cuando era teniente de navío, así como sus "Instrucciones de señales".
Su éxito como mayor general lo obtuvo principalmente al año siguiente en la escuadra de don Luis de Córdova, reforzada con seis navíos franceses: por una atrevida maniobra, que todos consideraban temeraria, se apresó el día nueve de agosto a la altura de las islas Azores, un importante convoy británico de cincuenta y tres velas, con mercancías y víveres para su ejército en la lucha contra los independentistas norteamericanos. Este cargamento de 80 000 mosquetes y cañones, y más de un millón de libras esterlinas en oro y plata, hubiera permitido a los ingleses triplicar el tamaño de su ejército, pasando de una relación de tropas de 1 a 1 entre independentistas e ingleses a una proporción de 3 a 1 a favor de Inglaterra, lo que hubiera significado un hecho decisivo en la guerra.
Tres de las fragatas británicas apresadas sirvieron después en la Real Armada Española con los nombres de Colón, Santa Balbina y Santa Paula; con el apresamiento se hicieron casi 3000 prisioneros.
Debióse también a Mazarredo la salvación de la gran escuadra hispano-francesa, que estaba compuesta por veintiocho navíos y cuatro fragatas españolas y treinta y ocho navíos y veinte fragatas francesas, que escoltaban un rico convoy de ciento treinta velas, que iba camino de perderse por la inoportuna salida que ordenó el general conde d’Estaing, contra el voto de Mazarredo y que este pudo subsanar, consiguiendo que arribase la flota a Cádiz, pocos días después de haber salido de ese puerto, ante la amenaza de un fuerte temporal que, una vez transcurrido, hizo caer en la cuenta de lo acertado de su decisión.

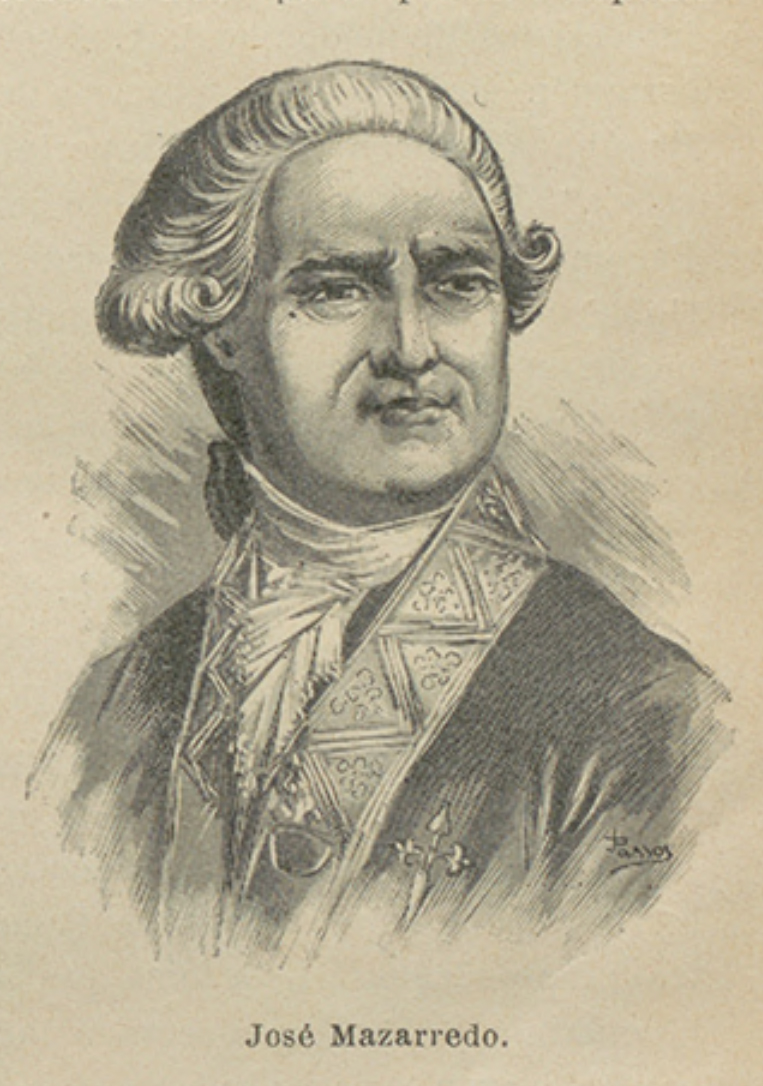
Retrato de Mazarredo realizado por Passos en la Historia de España en el siglo XIX (1902-1903) de Francisco Pi y Margall y Francisco Pi y Arsuaga.

En 1782 tomó parte con la escuadra que bloqueaba a Gibraltar en el ataque de las baterías flotantes y en el combate indeciso que aquella riñó, frente al cabo de Espartel, con la británica del almirante Howe, cuando ésta regresaba al Atlántico, después de haber conseguido introducir en Gibraltar el socorro que tanto necesitaba la plaza.
Al final de esta campaña, se consiguió la Paz de 1783, siendo ascendido por ello a jefe de escuadra. «Ningún ramo de la marina militar se ocultó a su inteligencia y a su celo.» Dio un gran impulso a la enseñanza con ocasión de ejercer las funciones de capitán de las tres compañías de guardiamarinas, las de Ferrol, Cádiz y Cartagena. En 1786 fue mandado por Floridablanca a Argel para la negociación del Tratado de Paz Hispano Argelino que pretendió poner fin al largo enfrentamiento entre ambas naciones, pero que devino en la pérdida española de Orán en 1790.
En 1789 fue ascendido a teniente general y estuvo algún tiempo en Madrid, dedicado a la redacción de las "Ordenanzas", auxiliado por su inseparable ayudante el capitán de navío Antonio de Escaño.
Interrumpió esta tarea al ser nombrado segundo jefe de una escuadra mandada por el marqués del Socorro; embarcó en Cádiz arbolando su insignia en el navío Conde de Regla, pasando después al navío San Hermenegildo. Con esta escuadra, en una ocasión salió en persecución de una británica hasta el cabo de Finisterre, quedando después cruzando por aquellas aguas, hasta que se firmó la paz con el Reino Unido de la Gran Bretaña.
De regreso a Madrid, terminó las "Ordenanzas" en el año de 1793, siendo recompensado por el rey con una encomienda de la Orden de Santiago.
En el año de 1795, en guerra con la república francesa, tomó el mando en Cádiz de una escuadra, que debía de unirse a la de Juan de Lángara, que operaba en el Mediterráneo.
Sus diferencias con el ministro don Pedro de Varela, al cesar en el cargo el bailío Valdés, considerando Mazarredo que no se atendía debidamente a los buques, y el haberse negado a ampliar los informes expuesto en circunstancias anteriores, como pretendía Varela, para acusar a Valdés de mala administración, le llevó a tener que presentar la dimisión de su mando, dimisión que fue aceptada, siendo destinado a Ferrol, con prohibición expresa de pasar a la corte.
Fruto en parte de la imprevisión del gobierno y también del poco acierto del nuevo almirante, el general don José de Córdova, fue el desgraciado combate del 14 de febrero de 1797 en el cabo de San Vicente, contra una escuadra británica.
Después del combate fue designado sucesor de Córdova el anciano general Borja; pero por fortuna los capitanes de fragata Espinosa, Fernández de Navarrete y Salazar, se aventuraron a pedir audiencia a la Reina y deshicieron el error y se nombró a Mazarredo para el mando de la escuadra, recibiendo la orden de dirigirse a Cádiz y de tomar el mando de las fuerzas navales que habían de defender aquel puerto.
La escuadra estaba compuesta de veinticinco navíos, de los que cuatro eran de tres puentes, once fragatas y tres bergantines; arboló su insignia en el navío de tres puentes Concepción y en menos de dos meses consiguió organizar las fuerzas sutiles, llegando a reunir ciento treinta embarcaciones, al mando de los generales Gravina y Villavicencio, con las que rechazó los ataques del enemigo, comandadas por Jervis y Nelson durante las noches del tres y del cinco de julio de 1797.

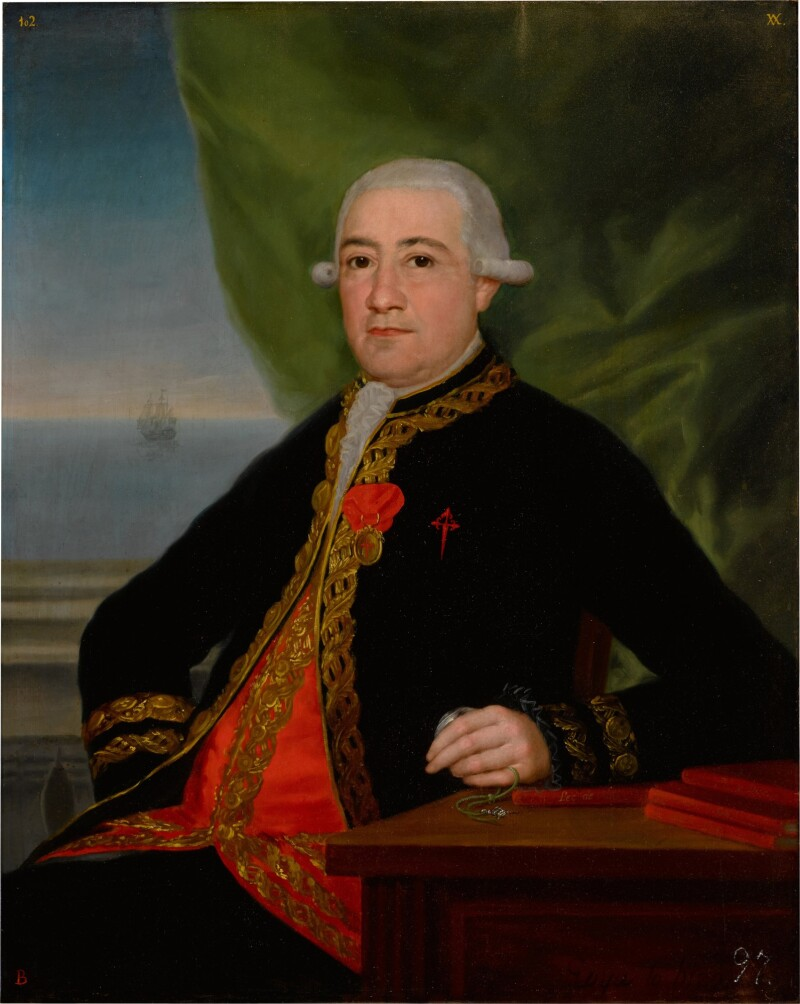
Retrato de José de Mazarredo (c.1785), por Goya, (Lowe-Art Museum).

En el año de 1798 salió repentinamente de Cádiz con veintidós navíos, tres fragatas y la Vestal, francesa, para sorprender a una división británica de nueve navíos que cruzaba frente a Cádiz.
Un temporal del sudeste lo impidió y previniendo que el cuerpo principal de la escuadra enemiga, que se encontraba en Lisboa al mando del almirante Jervis, viniese contra sus fuerzas, se mantuvo frente a la desembocadura del Guadiana, hasta que abonanzó el tiempo y acertadamente, regresó a Cádiz. Con arreglo a lo que había previsto, veinticuatro horas después llegaba la escuadra británica con gran superioridad: con cuarenta y dos navíos y varias fragatas y buques menores.
Nombrado Mazarredo capitán general del departamento de Cádiz y terminadas las obras del nuevo Observatorio de Armada en la Isla de León (San Fernando, 1798), ordenó el traslado del centro en cuestión. A Mazarredo se debe en los sextantes el movimiento del anteojo paralelo al plano del aparato.
Mazarredo pasó a París con el almirante Étienne Eustache Bruix, a concertar las operaciones navales en unión del alto mando francés, y a representar diplomáticamente a España. Ante Napoleón, elevado por entonces al Consulado, tuvo que luchar Mazarredo por los intereses de España, amenazados por la ambición de Bonaparte que quería disponer, para su mejor servicio de las fuerzas navales españolas. La firme actitud de Mazarredo disgustó a Napoleón, que le retuvo en París una larga temporada y gestionó cesase en el mando de la escuadra. Dócil ya el gobierno español le envió a Cádiz, pretextando que allí hacían falta sus servicios, nombrándosele capitán general de aquel departamento de cuyo cargo tomó posesión el día nueve de febrero del año de 1801.
Pero es más; no estando conforme con los sistemas seguidos que hacían experimentase la Armada escaseces y calamidades, que él no podía remediar con su autoridad y no queriendo hacerse solidario del desastre que se preparaba, pidió su separación y cuartel para Bilbao, obteniéndolo el día nueve de febrero de 1802.
En 1804 se produjo en Vizcaya una revuelta popular conocida como Zamacolada (en alusión a Simón Bernardo de Zamácola, quien propuso instalar un puerto alternativo al de Bilbao). La actitud conciliadora de Mazarredo no gustó en la corte de Madrid, por lo que fue desterrado primero a Burgos, y luego a Santoña y a Pamplona. Se le prohibió visitar la corte, los Sitios Reales y el señorío de Vizcaya.
En 1808 entra a colaborar con el rey José I Bonaparte como director general de la Armada, consiguiendo que los navíos de Ferrol no fuesen llevados a Francia.
Regresó a Madrid donde, el 29 de julio de 1812, le acometió un ataque de gota que le originó la muerte.
Una importante alameda de Bilbao lleva su nombre.
Se puede hallar una de las casonas en las que vivió en Gama, en la localidad de Bárcena de Cicero, Cantabria.